# Evangelische Theologische Faculteit Leuven
De Evangelische Theologische Faculteit (ETF) te Leuven (Heverlee) is een ambtshalve geregistreerde instelling voor hoger onderwijs op universitair niveau. Zij is erkend voor de verlening van de graden van Bachelor, Master en Doctor in de Theologie en Religiewetenschappen.
Deze universitaire instelling is niet verbonden met de andere universitaire Leuvense instelling, de Katholieke Universiteit Leuven.

## Geschiedenis
De geschiedenis van de ETF Leuven begint met de oprichting van het “Bijbelinstituut België” (BIB) te Brussel in 1919, de voorloper van de ETF Leuven. In 1922 werd er een Nederlandstalige afdeling geopend. In 1975 verhuisde het BIB van Brussel naar Heverlee, een deelgemeente van de stad Leuven, waar een deel van een voormalig klooster en studiecentrum van de Jezuïeten werd aangekocht en in gebruik genomen. Tot op heden is de ETF Leuven in dit gebouw gevestigd.
De ETF Leuven werd in 1981 opgericht, met het doel om ook academisch onderwijs te geven en de daarbij behorende graden te kunnen toekennen. Bij Koninklijk Besluit van 3 juni 1983 werden de diploma’s van licentiaat en doctor erkend. Het eerste licentiediploma werd in 1984 uitgereikt, de eerste doctorsgraad werd in 1989 verstrekt. In het Decreet betreffende de herstructurering van het hoger onderwijs van 4 april 2003 werd de erkenning van de ETF Leuven bevestigd en de omvorming van de opleidingen geregeld in het kader van de bachelor-masterstructuur (Bolognaproces).
In 2009 begon de opleiding haar Engelstalige Master ook aan te bieden via 'blended learning'. Dit bestaat uit een combinatie van afstandsonderwijs, een zomercolloquium en 4 on site-ontmoetingsmomenten. De examinering vindt eveneens on site plaats. Sinds 2012 wordt ook de Nederlandstalige Bachelor via dit systeem aangeboden.

## Opleidingen
De voltijdse bacheloropleiding in de theologhie en de religiewetenschappen wordt onderwezen in het Nederlands en duurt drie jaar (180 ECTS). De opleiding bestaat uit twee afstudeerrichtingen: Bijbel en Theologie en Religie, Kerk en Samenleving. De opleiding is geaccrediteerd door de Nederlands-Vlaamse Accreditatieorganisatie (NVAO).
De voltijdse masteropleiding in de theologie en de religiewetenschappen wordt onderwezen in het Engels en duurt twee jaar (120 ECTS). De opleiding bestaat ook uit drie afstudeerrichtingen: 
- Vormende Bronnen
- Kerk, Geschiedenis en Theologie
- Religie, Kerk en Maatschappij[2]  De opleiding is geaccrediteerd door de Nederlands-Vlaamse Accreditatieorganisatie (NVAO).[3]

De educatieve master in de godsdienst is verbonden aan de masteropleiding. Deze kan tijdens of na de masteropleiding gevolgd worden. De educatieve master in de godsdienst leidt leraren op voor het protestants-evangelische godsdienstonderwijs (PEGO) op hoger secundair niveau (2e en 3e graad) in Vlaanderen.
Het doctoraatsprogramma bestaat uit het doen van wetenschappelijk onderzoek, leidend tot een proefschrift onder begeleiding van een opzichter.

### Waardering
Op 19 juni 2006 werd het eindrapport van de Onderwijsvisitatie Godgeleerdheid en Godsdienstwetenschappen (2005) aan de Vlaamse Interuniversitaire Raad aangeboden. Daarin worden de bachelor- en masteropleidingen van de drie theologische faculteiten in Vlaanderen beoordeeld, waaronder de ETF Leuven. Op basis van dit voor de ETF Leuven gunstige rapport werden de opleidingen van de ETF Leuven in september 2007 door de Nederlands-Vlaamse Accreditatieorganisatie (NVAO) geaccrediteerd.
In oktober 2014 ontving de ETF Leuven een positief rapport van de visitatiecommissie van de Vlaamse Universiteiten en Hogescholen Raad (VLUHR). De theologische opleidingen kregen op alle kwaliteitswaarborgen de score 'goed', wat betekent dat ze systematisch de basiskwaliteit overstijgen. De ETF Leuven hoort hiermee bij de top van de universitaire theologische opleidingen in Vlaanderen en Nederland.
De commissie loofde de wijze waarop de ETF Leuven haar christelijke identiteit bewaart “en tegelijkertijd met open blik de ontwikkelingen in de samenleving tegemoet” treedt. In de inleidende beschouwing van het rapport schreef Henk Witte, voorzitter van de visitatiecommissie, dat beide faculteiten “elk op eigen wijze omgaan met de spanning tussen identiteit en openheid, weten in die spanning te blijven staan en zoeken hem vruchtbaar te maken. Zo leiden zij studenten op die voorbereid zijn op de context waarin zij gaan werken.”